# Adenanthera forbesii
Adenanthera forbesii är en ärtväxtart som beskrevs av François Gagnepain. Adenanthera forbesii ingår i släktet Adenanthera och familjen ärtväxter. Inga underarter finns listade i Catalogue of Life.